# Pstruh mramorovaný
Pstruh mramorovaný (Salmo marmoratus) je lososovitá ryba z úmoří severního Jadranu. Po hlavatce podunajské je druhou největší sladkovodní lososovitou rybou v Evropě.

## Vývoj druhu
V období poslední doby ledové se početné populace mořského pstruha vyskytovaly v celém Středozemním moři. Po ústupu ledovce nacházely migrující formace z Jadranu optimální podmínky v řekách a potocích Jižních Alp a Dinárského pohoří. Zde se setkaly s populacemi pstruha potočního i sivena alpského. Ve specifických kaňonovitých a krasových oblastech se vyvinul druh se vzhledem pstruha a kresbou sivena. Hluboké tůně v nedostupných roklích, kam sluneční svit proniká jen několik hodin denně, poskytly podmínky pro vývoj stanovištní a světloplaché lososovité ryby. Tření probíhalo oproti pstruhům málo vysilujícím způsobem v blízkých trdlištích v hlubších vodách. Následkem nízké úmrtnosti po tření se tak nový druh dožíval vyššího věku a následně dorůstal větších rozměrů. Zimní období rozmnožování dále omezilo křížení se pstruhem potočním. Od konce doby ledové po současnost se tak vyvinula ryba se specifickými znaky, kterou lze označit za samostatný druh. V roce 1829 rybu popsal Georges Cuvier a pro charakteristickou vlastnost pojmenoval Salmo marmoratus - Pstruh mramorovaný. Své zastánce nalézá i zařazení mezi poddruhy pstruha obecného jako Salmo trutta marmoratus.

## Výskyt

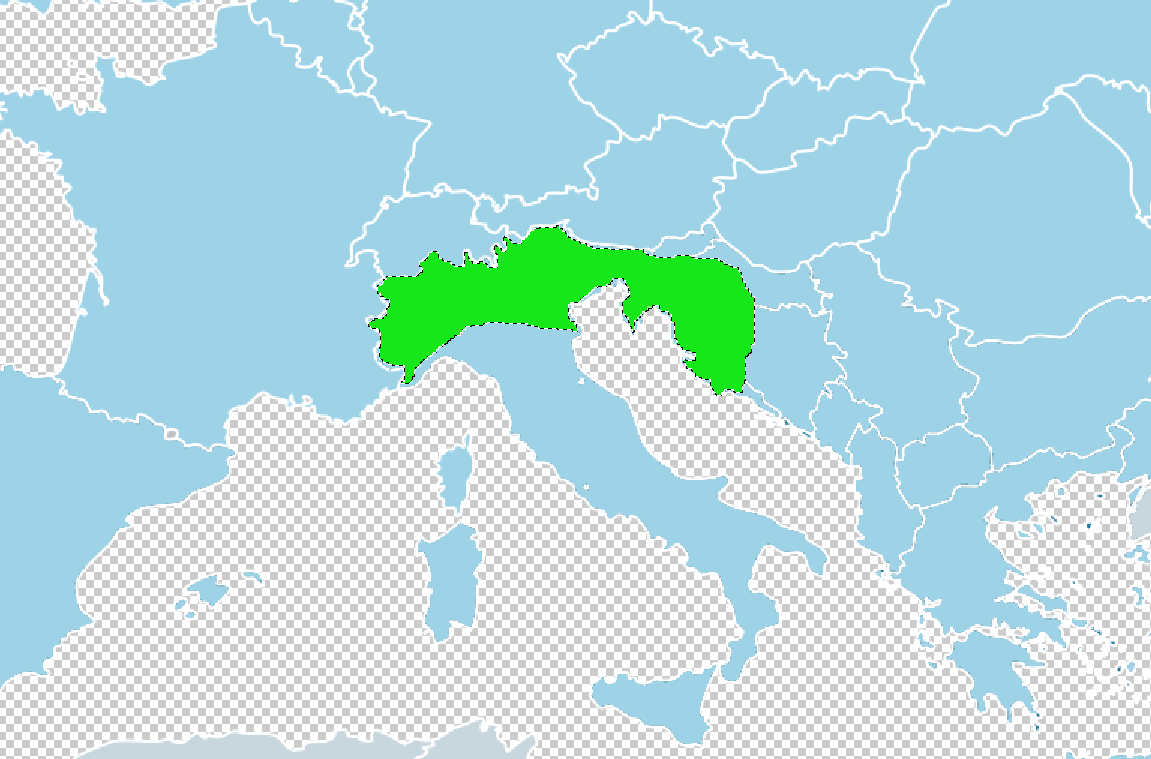
Výskyt nejčetnějších populací

V Itálii tvoří přírodní ložisko výskytu levostranné přítoky Pádu. Dále řeka Adiže, především kaňony jejích zdrojů Noce, Isarco a Rienza. Vyhlášenými revíry jsou toky v povodí Piáve. Vzhledem k tomu, že hranici výskytu tvoří úmoří Jadranu, kryje se hranice italského rozšíření druhu ve značné míře se státní hranicí Itálie s Francií, Švýcarskem a Rakouskem.
Říční síť Julských Alp tvoří oblast výskytu ve Slovinsku. Nejvýznamnějším domovem druhu je řeka Soča. Mozaikovitý výskyt je hlášen i v ostatních jaderských přítocích od Chorvatska po Albánii, jako je Neretva, Krka, Cetina či Drin. Lidským úsilím se areál druhu rozšířil i do povodí Tibery z úmoří Tyrhénského moře a Driny z úmoří Černého moře.

## Popis
V přírodních podmínkách se běžná délka ryb pohybuje od 30 do 70 cm. Může však přesáhnout délky jednoho metru. Ve Slovinsku byl nalezen mrtvý jedinec o délce 117 cm a hmotností 24 kg. Největší ulovený živý pstruh dosahoval 120 cm při hmotnosti 22,5 kg. Tento druh pstruha se vyznačuje velikostí hlavy, která tvoří 22–25 % celkové délky těla. Srbochorvatský a makedonský název ryby je tak "Glavatica". Mramorová kresba se vyskytuje po celém těle, olivový základ získává ve staří stříbřitý nádech. Rovnoměrné rozložení mramorování je příznakem genetické čistoty druhu. Od délky 6 cm ryby ztrácí zřetelné skvrny. Oproti pstruhu obecnému má masivnější ploutve i tukovou ploutvičku.
Tření probíhá od konce listopadu do konce ledna v hloubkách přes 0,5 m. Plůdek se líhne po 45 dnech a dalších 59 až 63 dní tráví žloutkový váček. Poté je již roznášen jarními vodami mimo oblast trdliště. Živí se širokou škálou bezobratlých, v dospělosti se živí převážně rybami. Dospělosti dosahují samci ve třetím a samice ve čtvrtém roce života, tedy ve věku, kterého se většina populace pstruha potočního nedožije.
Žije samotářským způsobem v úkrytech při dně, loví za šera a v noci. Přes den shání potravu za špatného, oblačného počasí, tehdy se nejčastěji stává obětí sportovního rybolovu. Své stanoviště neopouští, jen v době tření vyhledává v blízkosti mělčí partie. Pokud je jeho stanovištěm jezero, nalézá trdliště v nejbližších mělčinách přítoků.

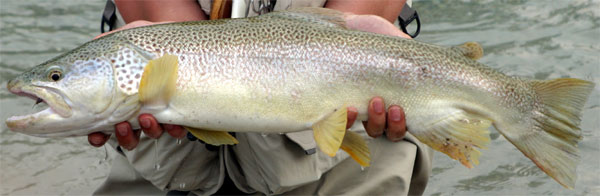
Trofejní úlovek z Piave v blízkosti Belluna.

## Význam
Pstruh mramorovaný je ceněným objektem sportovního rybolovu. Přes endemický výskyt není zařazen mezi přímo ohrožené druhy. Mezi jeho největší nepřátele patří rybářský tlak, hybridizace geneticky čistého druhu a znečištění vod.
Vzhledem k dobře zvládnuté metodice umělého rozmnožování je pravidelně nasazován do vyhlášených revírů. Mnohé úseky jeho domoviny se nalézají v roklích, ve kterých lze břehů dosáhnout pouze s horolezeckou výbavou. Taková místa jsou neohroženými zdroji populace.
Tření probíhá později oproti pstruhu potočnímu s minimálním překryvem na konci listopadu. Navíc se trdliště nalézají ve větší hloubce. Křížení se pstruhem potočním tak nepředstavuje výrazné riziko, přestože ve Slovinsku existují projekty s cílem zachování čistoty druhu.
Nejvýznamnější nebezpečí tak představuje znečištění vod.